# Marmota-comum
A marmota ( Marmota monax ), é um roedor da família Sciuridae , pertencente ao grupo dos grandes esquilos terrestres conhecidos como marmotas .  A marmota é uma criatura das terras baixas da América do Norte; é encontrado em grande parte do leste dos Estados Unidos , através do Canadá e no Alasca .  Foi descrito pela primeira vez cientificamente por Carl Linnaeus em 1758. 
A marmota, sendo um animal das terras baixas, é excepcional entre as marmotas. Outras marmotas, como as marmotas-de-ventre-amarelo e as marmotas caligata , vivem em áreas rochosas e montanhosas. Marmotas desempenham um papel importante na manutenção do solo saudável em áreas de floresta e planícies . A marmota é considerada um engenheiro de habitat crucial .  marmotas são consideradas as mais solitárias das espécies de marmota . Eles vivem em agregados e sua organização social também varia entre as populações . Marmotas não formam pares estáveis de longo prazo e durante a temporada de acasalamento as interações macho-fêmea limitam-se à cópula . Em Ohio , homens e mulheres adultos se associam ao longo do ano e, muitas vezes, de ano para ano.  Marmota é um animal extremamente inteligente que forma redes sociais complexas , capaz de entender o comportamento social , formar parentesco com seus filhotes, compreender e comunicar ameaças por meio de assobios e trabalhar cooperativamente para resolver tarefas como cavar . 

## Descrição

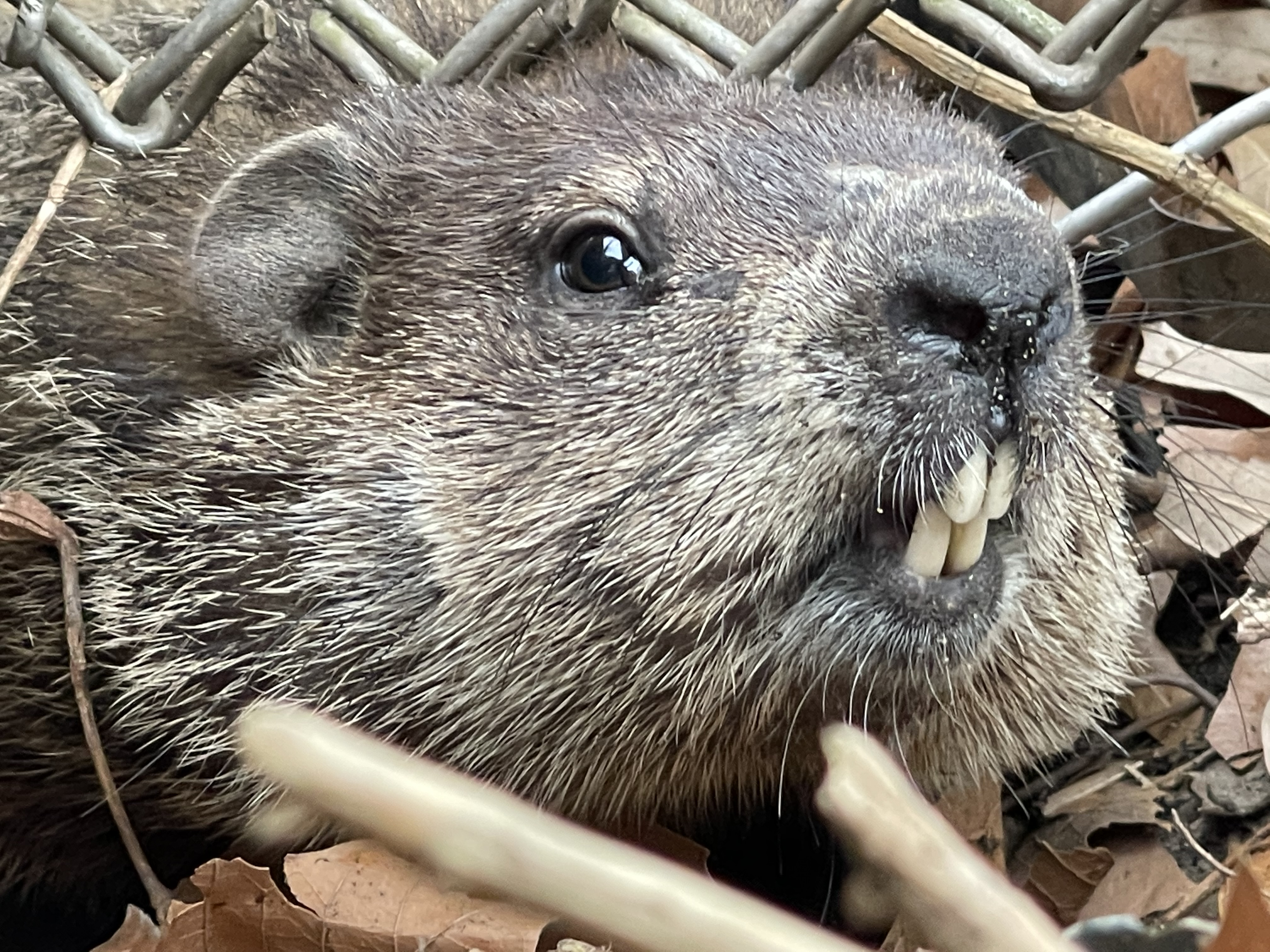
Marmota exibindo seus incisivos

A marmota é de longe a maior sciuridae em sua distribuição geográfica, com exceção da Colúmbia Britânica, onde sua distribuição pode confinar com a de sua prima um pouco maior, a marmota caligata . Os adultos podem medir de 41,8 a 68,5 cm (16,5 a 27,0 pol.) De comprimento total, incluindo uma cauda de 9,5 a 18,7 cm (3,7 a 7,4 pol.).  peso das marmotas adultas geralmente fica entre 2 e 6,3 kg (4,4 e 13,9 lb). 
Os machos da marmota são ligeiramente maiores do que as fêmeas e, como todas as marmotas, são consideravelmente mais pesados durante o outono (quando envolvidos na hiperfagia de outono ) do que quando emergem da hibernação na primavera. Os machos adultos têm peso médio anual de 3,83 kg (8,4 lb), com pesos médios da primavera ao outono de 3,1 a 5,07 kg (6,8 a 11,2 lb), enquanto as mulheres têm uma média de 3,53 kg (7,8 lb), com médias da primavera ao outono de 3,08 a 4,8 kg (6,8 a 10,6 lb).  Mudanças sazonais de peso indicam deposição circanual e uso de gordura. Marmotas atingem pesos progressivamente mais altos a cada ano durante os primeiros dois ou três anos, após os quais o peso se estabiliza. 
Marmotas têm quatro dentes incisivos que crescem 1,5 mm ( 1 ⁄ 16 polegadas) por semana. O uso constante os desgasta mais ou menos a cada semana.  Ao contrário dos incisivos de muitos outros roedores, os incisivos da marmota são brancos a branco-marfim.  Marmotas são bem adaptadas para cavar, com membros curtos e poderosos e garras curvas e grossas. Ao contrário de outras sciuridaes, a cauda da marmota é comparativamente mais curta - apenas cerca de um quarto do comprimento do corpo.

## Distribuição e habitat
A marmota prefere campos abertos e bordas de bosques e raramente fica longe da entrada de uma toca.  Marmota monax tem uma ampla distribuição geográfica. É normalmente encontrado em florestas de baixa altitude, pequenos bosques, campos, pastagens e sebes. Ele constrói tocas em solo bem drenado, e a maioria tem tocas de verão e inverno. A atividade humana aumentou o acesso e a abundância de alimentos, permitindo que M. monax prosperasse. 

## Sobrevivência

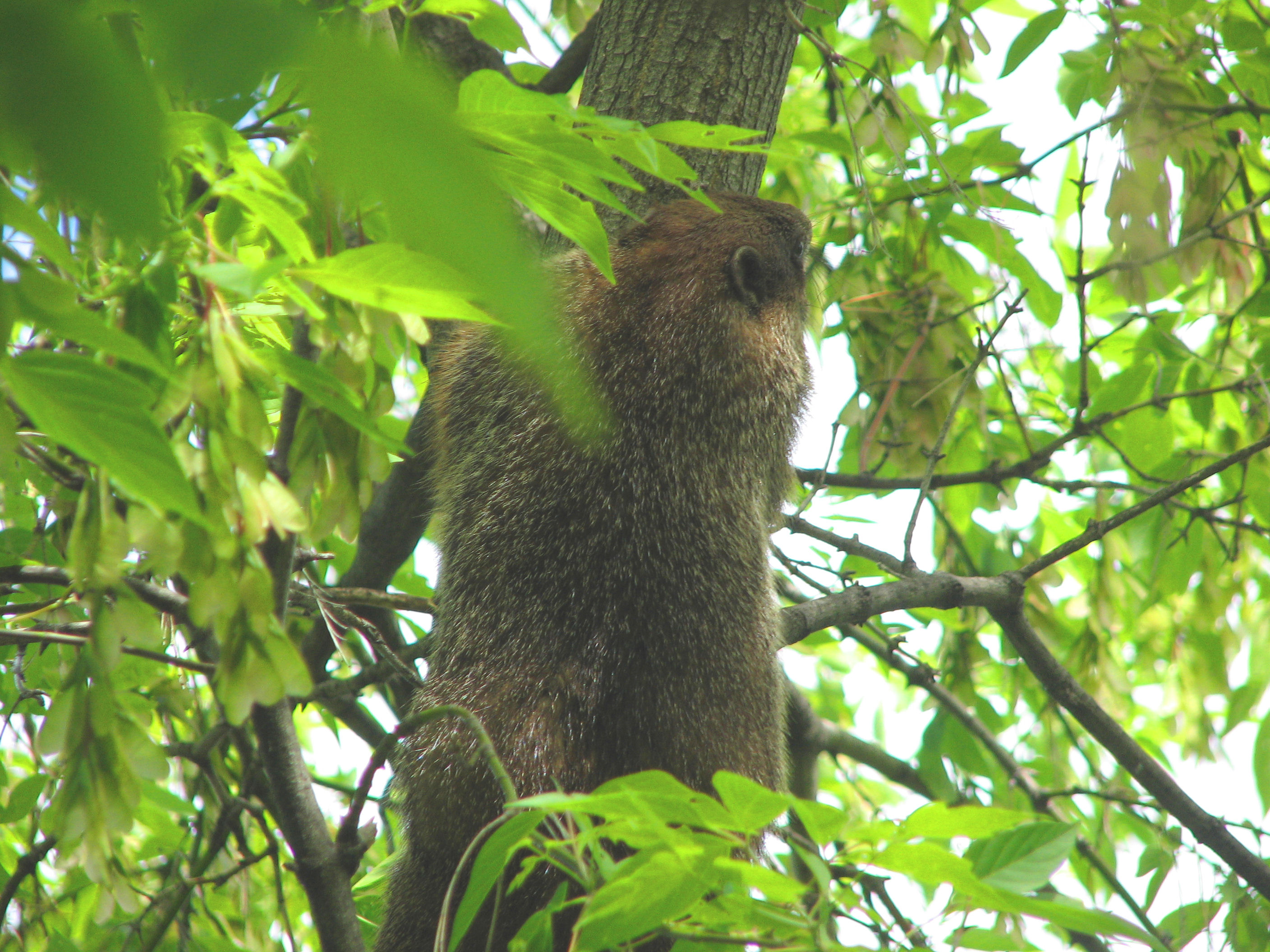
Marmotas podem subir em árvores para escapar de predadores.

Na natureza, as marmotas podem viver até seis anos, com dois ou três sendo a média. Em cativeiro, as marmotas vivem até 14 anos. O desenvolvimento humano, que muitas vezes produz aberturas justapostas com árvores de crescimento secundárias que também são favorecidas por marmotas, muitas vezes garante que marmotas em áreas bem desenvolvidas estejam quase livres de predadores, além dos humanos (por meio de várias formas de controle de pragas ou atropelamentos) ou para cães de grande porte . 
Predadores selvagens de marmotas adultas na maior parte do leste da América do Norte incluem coiotes , texugos ,  linces e raposas (principalmente apenas raposas vermelhas ). Muitos desses predadores são caçadores furtivos bem-sucedidos, então podem pegar marmotas de surpresa antes que os grandes roedores possam escapar para suas tocas; texugos provavelmente os caçam, retirando-os de suas tocas. Os coiotes, em particular, são suficientemente grandes para dominar qualquer marmota, sendo esta última a terceira espécie de presa mais significativa de acordo com um estudo estadual na Pensilvânia . 
Grandes predadores como o lobo cinzento e a puma oriental são basicamente extirpados no leste, mas ainda podem caçar marmotas ocasionalmente no Canadá . As águias-reais também podem atacar marmotas adultas, mas raramente ocorrem na mesma área ou nos mesmos habitats que esta marmota. Da mesma forma, segundo Bent (1938), as corujas com grandes chifres podem atacar marmotas, mas raramente o fazem, especialmente devido às diferenças temporais em seus comportamentos. 
Marmotas jovens (geralmente aquelas com menos de dois meses de idade) também podem ser capturadas por um vison americano , talvez outros pequenos mustelídeos , gatos , cascavéis e falcões . Os búteos-de-cauda-vermelha podem pegar marmotas pelo menos do tamanho de juvenis de um ano, e os açores do norte podem levá-los a talvez até marmotas adultas emergentes fracas na primavera. 
Além de seu grande tamanho, as marmotas têm vários comportamentos anti-predadores bem-sucedidos, geralmente recuando para a segurança de sua toca na qual a maioria dos predadores não tentará entrar, mas também estando prontos para lutar com suas garras afiadas e grandes incisivos, qualquer um que pressionar o ataque . Eles também podem escalar árvores para escapar de uma ameaça. 
Ocasionalmente, as marmotas podem sofrer de parasitismo e uma marmota pode morrer de infestação ou de bactérias transmitidas por vetores.  Em áreas de agricultura intensiva e nas regiões leiteiras do estado de Wisconsin, particularmente em suas partes ao sul, a marmota em 1950 havia sido quase extirpada.  Jackson (1961) sugeriu que relatos exagerados de danos causados pela marmota levaram ao abate excessivo, reduzindo substancialmente seu número no estado.
Em algumas áreas, as marmotas são animais importantes para caça e são mortas regularmente para a prática de esportes, comida ou pele. Em Kentucky, cerca de 267.500 M. monax foram tomadas anualmente de 1964 a 1971 (Barbour e Davis 1974).  marmotas tinham status de proteção no estado de Wisconsin  até 2017.  número de marmotas parece ter diminuído em Illinois. 

## Comportamento

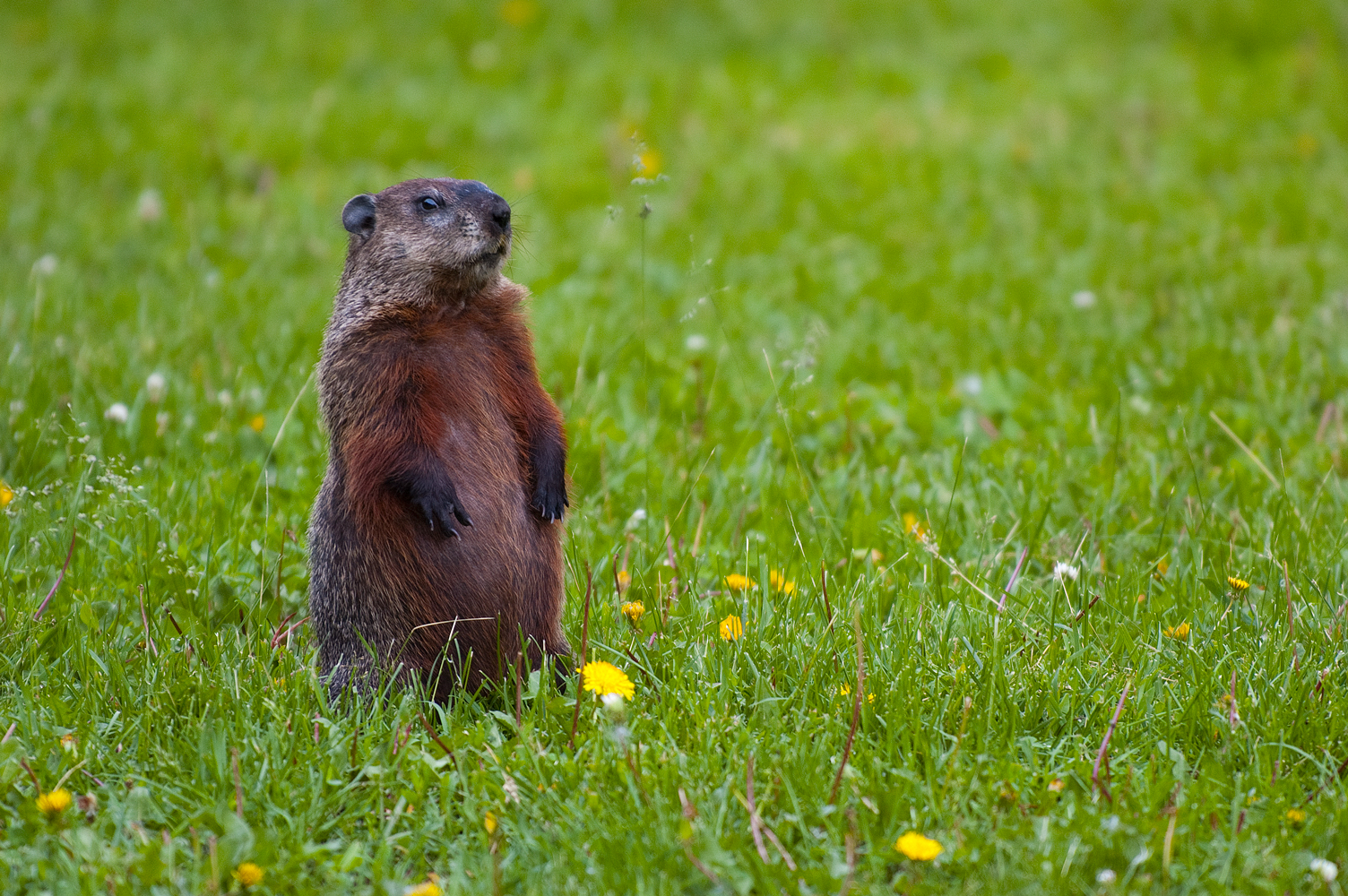
Um indivíduo imóvel, alerta ao perigo, assobiará ao ser alarmado, para avisar outras marmotas.

O tempo gasto na observação de marmotas por biólogos de campo representa apenas uma pequena fração do tempo dedicado à pesquisa de campo.  WJ Schoonmaker relata que as marmotas podem se esconder ao ver, cheirar ou ouvir o observador.  pesquisador da marmota Ken Armitage afirma que a biologia social da marmota é pouco estudada.  Apesar de sua aparência heavy-bodied, marmotas são realizadas nadadores e, ocasionalmente, subir em árvores quando escapar de predadores ou quando querem examinar seus arredores.  Eles preferem retirar-se para suas tocas quando ameaçados; se a toca é invadida, a marmota se defende tenazmente com seus dois grandes incisivos e garras dianteiras. Marmotas são geralmente agonistas e territoriais entre suas próprias espécies e podem lutar para estabelecer o domínio.  Fora de sua toca, os indivíduos ficam alertas quando não estão se alimentando ativamente. É comum ver um ou mais indivíduos quase imóveis de pé e eretos sobre as patas traseiras em busca de perigo. Quando alarmados, usam um apito agudo para avisar o resto da colônia, daí o nome de "porco-assobio".  Marmotas podem guinchar quando lutam, gravemente feridas ou capturadas por um predador.  Outros sons que as marmotas podem fazer incluem latidos baixos e um som produzido ao ranger os dentes.  David P. Barashescreveu que testemunhou apenas duas ocasiões de briga de brincadeira ereta entre marmotas e que a postura ereta de briga de brincadeira envolve contato físico sustentado entre indivíduos e pode exigir um grau de tolerância social virtualmente desconhecido em M. monax . Segundo ele, foi possível concluir, alternativamente, que a brincadeira de luta ereta faz parte do repertório comportamental da marmota, mas raramente é mostrada devido ao espaçamento físico e / ou baixa tolerância social. 

## Dieta

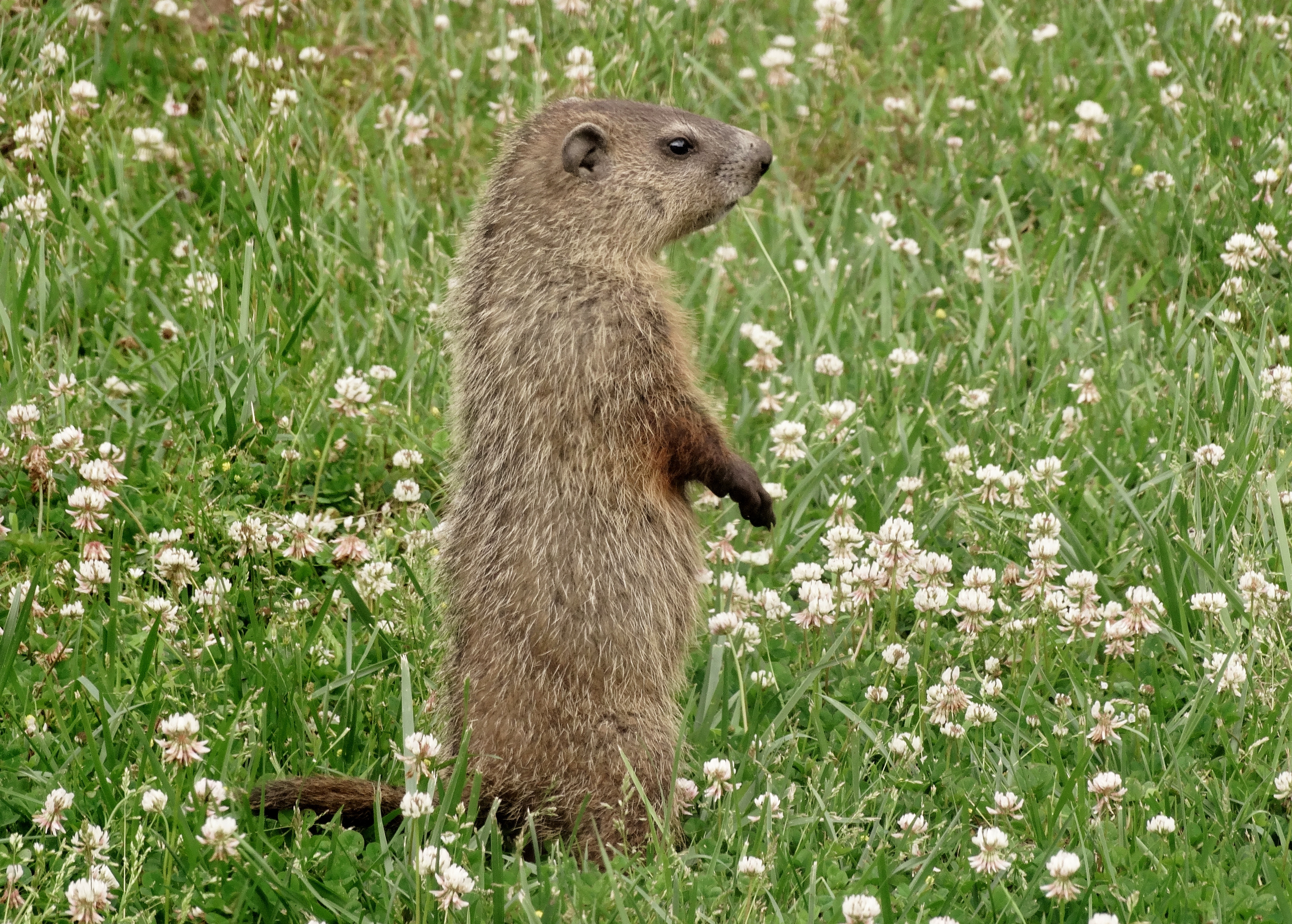
O trevo é uma fonte preferida de alimento para as marmotas.

Principalmente herbívoras , as marmotas comem principalmente gramíneas silvestres e outra vegetação, incluindo frutas e safras agrícolas, quando disponíveis.  No início da primavera, o dente-de-leão e o coltsfoot são importantes itens alimentares da marmota. Alguns alimentos adicionais incluem Rumex acetosella ,timothy-grama , Ranunculus, tearthumb , agrimonyia , framboesas vermelhas e pretas, amoras, trigo, banana, alface selvagem, todas as variedades de trevo e alfafa.  Marmotas ocasionalmente também comem pequenos animais, como larvas , gafanhotos , caracóis e até filhotes de pássaros , mas não são tão onívoros como muitos outros Sciuridae .
Uma marmota adulta pode comer mais de meio quilo de vegetação diariamente.  No início de junho, o metabolismo das marmotas desacelera e, embora sua ingestão de alimentos diminua, seu peso aumenta em até 100%, pois elas produzem depósitos de gordura para sustentá-las durante a hibernação e no final do inverno.  Em vez de armazenar comida, as marmotas se empanturram para sobreviver ao inverno sem comer.  Pensando-se em não beber água, relata-se que as marmotas obtêm os líquidos necessários dos sucos das plantas alimentícias, auxiliados por sua aspersão com chuva ou orvalho. 

## Tocas
Marmotas são excelentes escavadeiras, usando tocas para dormir, criar filhotes e hibernar . WJ Schoonmaker escavou 11 tocas, descobrindo que o volume de terra removido delas era em média de 6 pés cúbicos (0,17 m 3 ) por cova. A toca mais longa media 24 pés (7,3 m) mais duas galerias laterais curtas. O volume de solo retirado desta cova foi de 8 alqueires americanos (0,28 m 3 ), pesando 640 libras (290 kg). O peso médio da terra retirado de todas as onze tocas era de 174 kg (384 libras). Embora as marmotas sejam as mais solitárias das marmotas, vários indivíduos podem ocupar a mesma toca. As tocas da marmota geralmente têm de duas a cinco entradas, fornecendo às marmotas seu principal meio de escapar dos predadores. Burrows podem representar uma séria ameaça ao desenvolvimento agrícola e residencial, pois danificam máquinas agrícolas e até mesmo minam as fundações de edifícios.  Em 7 de junho de 2009, o artigo da Humane Society of the United States, "How to Humanely Chuck uma Woodchuck Out of Your Yard", John Griffin, diretor da Humane Wildlife Services, afirmou que você teria que ter um monte de marmotas trabalhando por muitos anos para criar sistemas de túneis que representariam qualquer risco para uma estrutura.

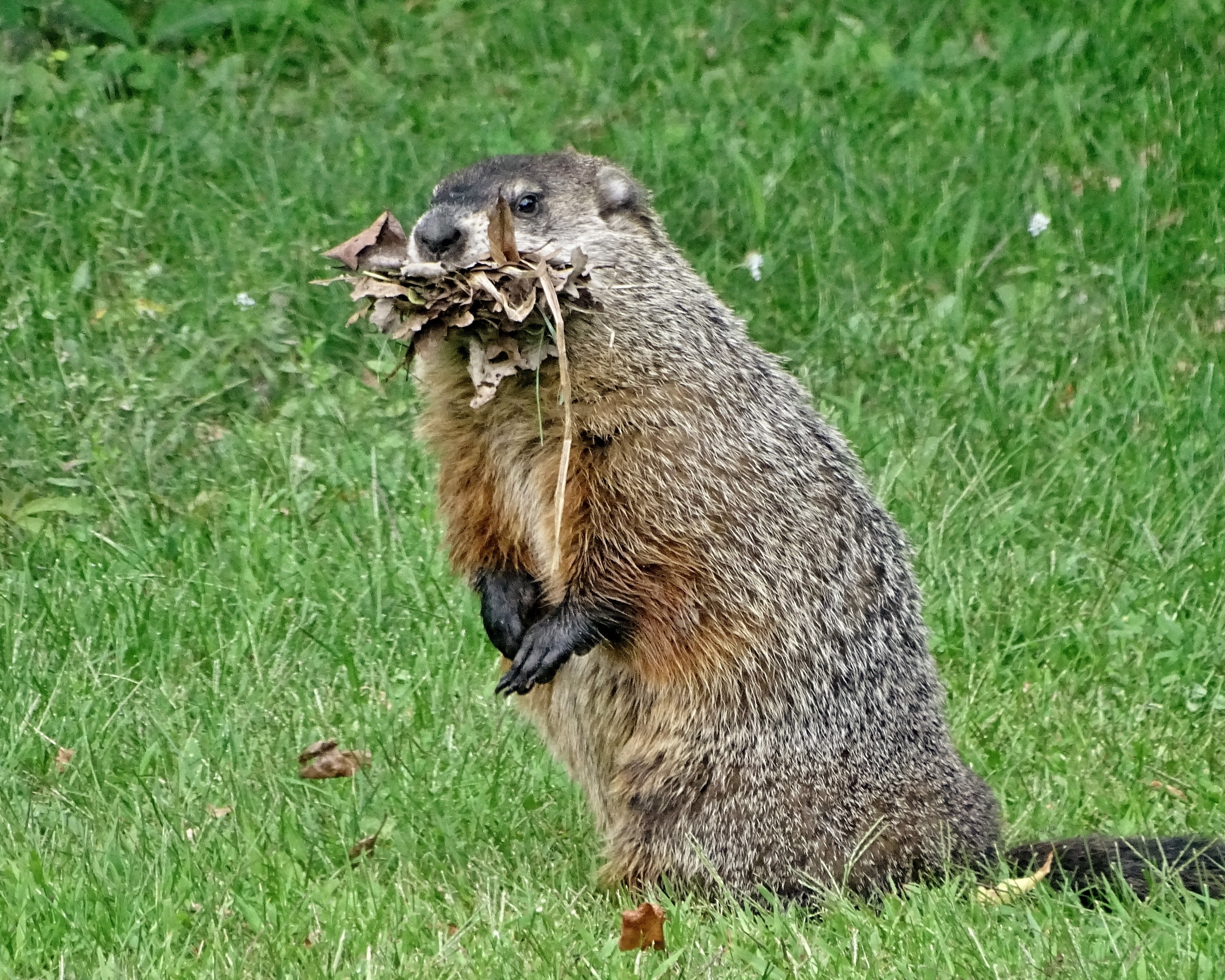
Marmota com a boca cheia de material de toca

A toca é usada para segurança, refúgio em mau tempo, hibernação, sono, ninho de amor e berçário. Além do ninho, existe uma câmara de excrementos. A hibernação ou câmara do ninho é forrada com folhas mortas e gramíneas secas.  A câmara do ninho pode estar cerca de vinte polegadas a três pés abaixo da superfície do solo. Tem cerca de 41 cm de largura e 36 cm de altura. Normalmente, existem duas aberturas ou orifícios para tocas. Uma é a entrada principal, a outra um olho mágico. A descrição do comprimento da toca geralmente inclui galerias laterais. Excluindo as galerias laterais, Schoonmaker relata que a mais longa foi de 24 pés (7,3 m), e o comprimento médio de onze tocas foi de 14 pés (4,3 m). WH Fisher investigou nove tocas, encontrando o ponto mais profundo 49 polegadas (120 cm) para baixo. A mais longa, incluindo galerias laterais, tinha 14,62 m (47 pés 11,5 pol.).  número de tocas por marmota individual diminui com a urbanização. 
Bachman mencionou que, quando as marmotas jovens têm alguns meses de idade, elas se preparam para a separação, cavando vários buracos na área de sua antiga casa. Alguns desses buracos tinham apenas alguns metros de profundidade e nunca eram ocupados, mas as numerosas tocas davam a impressão de que as marmotas vivem em comunidades. 

## Hibernação

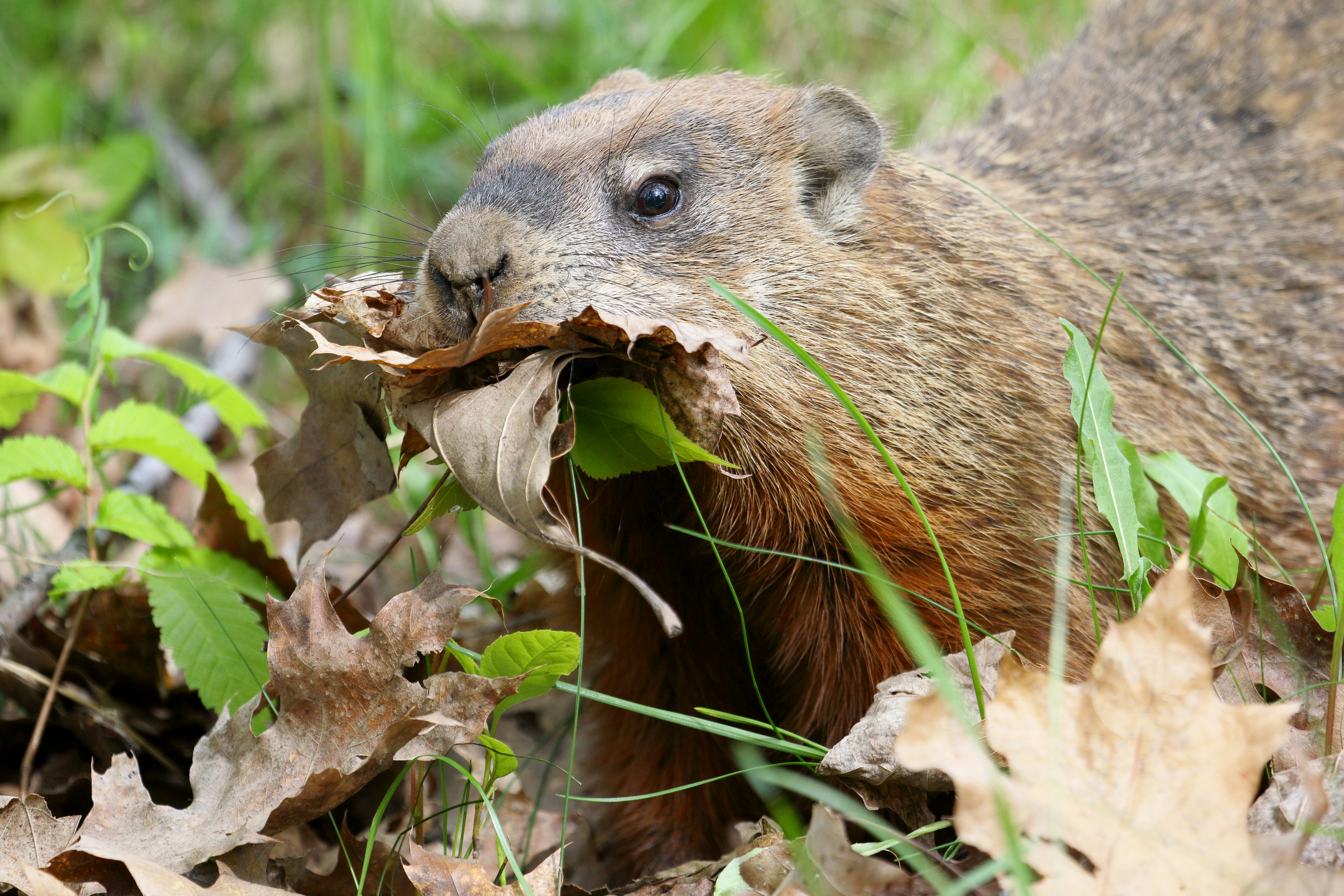
Marmota recolhendo material de nidificação para sua toca quente

Marmotas são uma das poucas espécies que entram em verdadeira hibernação e freqüentemente constroem uma "toca de inverno" separada para esse propósito. Esta toca geralmente fica em uma área arborizada ou com arbustos e é cavada abaixo da linha de geada e permanece em uma temperatura estável bem acima de zero durante os meses de inverno. Na maioria das áreas, as marmotas hibernam de outubro a março ou abril, mas nas áreas mais temperadas, elas podem hibernar por apenas três meses.  Groundhogs hibernam mais nas latitudes do norte do que nas latitudes do sul.  Para sobreviver ao inverno, eles atingem seu peso máximo pouco antes de entrarem em hibernação. Quando a marmota entra em hibernação, ocorre uma queda na temperatura corporal de até 35 graus Fahrenheit, a frequência cardíaca cai para 4–10 batimentos por minuto e a frequência respiratória cai para uma respiração a cada seis minutos.  Durante a hibernação, eles experimentam períodos de torpor e excitação.  Marmotas que hibernam perdem até metade de seu peso corporal em fevereiro.  Eles emergem da hibernação com alguma gordura corporal remanescente para sobreviver até que o clima mais quente da primavera produza abundantes materiais vegetais para alimentação.  Os machos emergem da hibernação antes das fêmeas.  Marmotas são principalmente diurnas e costumam ser ativas no início da manhã ou no final da tarde. 

## Reprodução

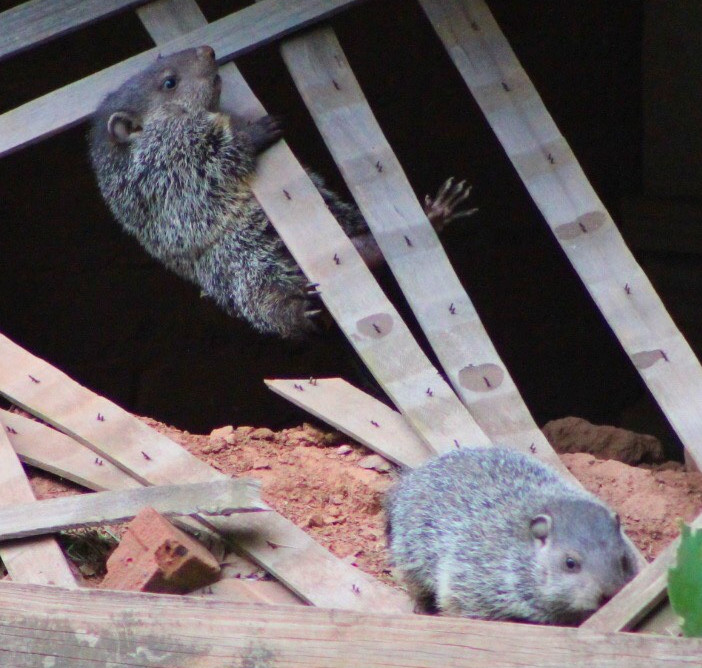
Dois bebês marmotas

Normalmente as marmotas se reproduzem no segundo ano, mas uma pequena proporção pode se reproduzir no primeiro. A época de reprodução se estende do início de março a meados ou final de abril, após a hibernação. As marmotas são políginas  mas apenas as fêmeas e as marmotas alpinas acasalam com vários machos.  Um par acasalado permanece na mesma toca durante o período de gestação de 31 a 32 dias  . Quando o nascimento dos filhotes se aproxima em abril ou maio, o macho sai da toca. Uma ninhada é produzida anualmente. As fêmeas de marmota dão à luz de 1 a 9 filhotes, com a maioria das ninhadas variando entre 3 e 5 filhotes. As mães da marmota apresentam seus filhotes à natureza assim que seus pelos crescem e eles podem ver. Nesse momento, se é que o faz, o pai da marmota volta para a família.  No final de agosto, a família se separa; ou, pelo menos, o maior número se espalha, para se enterrar por conta própria. 

## Relacionamento com humanos

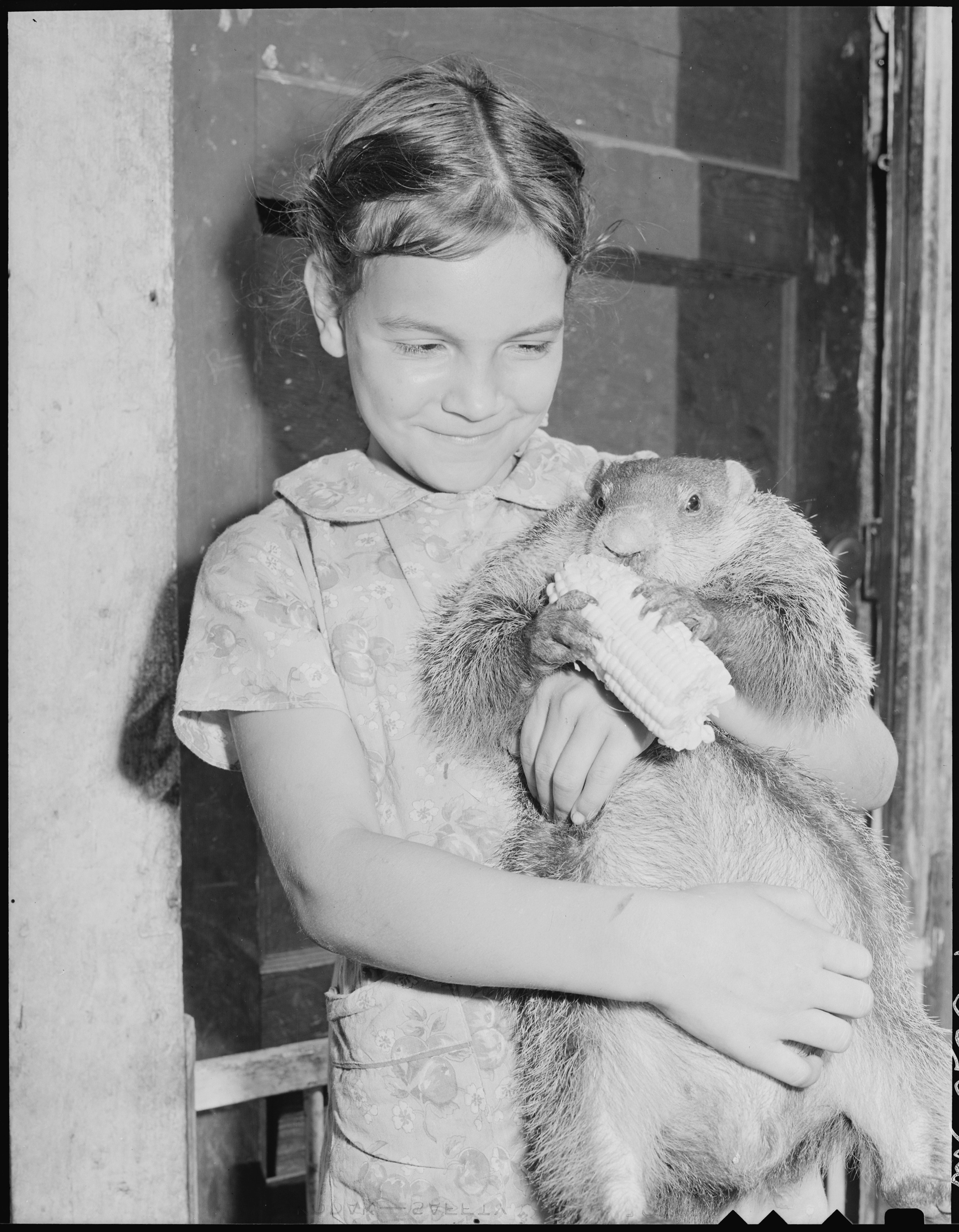
Filha de um mineiro de carvão Lejunior, Kentucky, com sua marmota de estimação (1946)

Tanto sua dieta quanto seu hábito de cavar tornam as marmotas um grande incômodo em fazendas e jardins. Eles comerão muitos vegetais comumente cultivados, e suas tocas podem prejudicar os alicerces.
Muitas vezes, as tocas de marmotas fornecem lares para outros animais, incluindo gambás, raposas vermelhas e coelhos de coelho. A raposa e o gambá se alimentam de ratos do campo, gafanhotos, besouros e outras criaturas que destroem as plantações. Ao ajudar esses animais, a marmota ajuda indiretamente o fazendeiro. Além de fornecer lares para si e para outros animais, a marmota auxilia na melhoria do solo, trazendo o subsolo para a superfície. A marmota também é um valioso animal de caça e é considerada um esporte difícil quando caçada de maneira justa.  Em algumas partes dos EUA, eles foram comidos. 

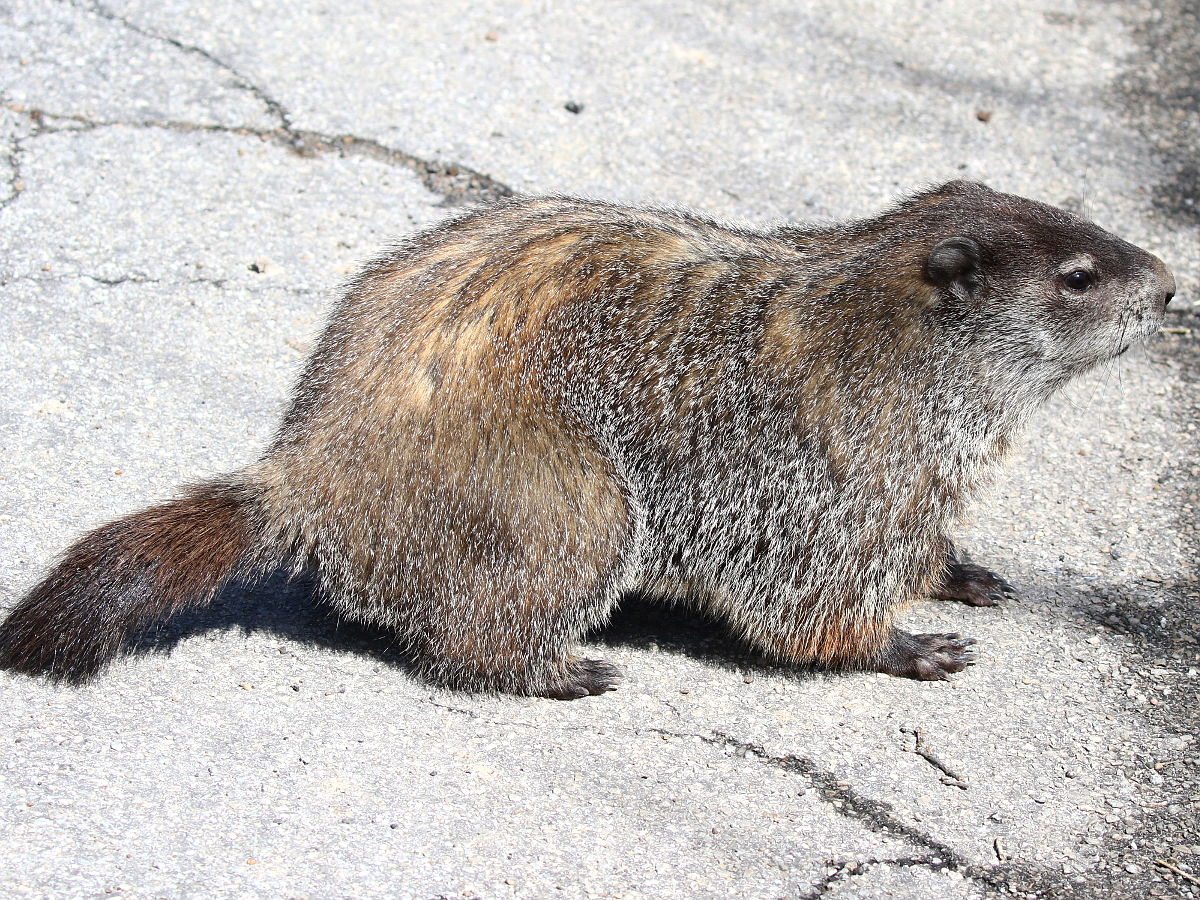
Encontro próximo com fotógrafo humano em Sheldon Marsh State Nature Preserve, Ohio

Um relatório de 1883 do Comitê Legislativo da Marmota de New Hampshire descreve o caráter questionável da marmota:
A marmota, apesar de suas deformidades da mente e do corpo, possui algumas das amenidades de uma civilização superior. Limpa o rosto à maneira dos esquilos e lambe o pêlo à maneira de um gato. Seu comitê é muito sábio, entretanto, para ser enganado por esta observação puramente superficial de hábitos melhores. Contemporânea com a arca, a marmota não fez nenhum progresso material nas ciências sociais, e agora é tarde demais para reformar o pecador rebelde. A idade média da marmota é muito longa para agradar a sua comissão ... A marmota não é apenas um incômodo, mas também um chato. Ele se enterra sob o solo e depois ri ao ver uma máquina de cortar relva, homem e tudo, cair em um desses buracos e desaparecer
....
O comitê conclui que "uma pequena recompensa será de um bem incalculável; em todos os eventos, mesmo como um experimento, certamente vale a pena tentar; portanto, seu comitê recomendaria respeitosamente que o projeto de lei que acompanha fosse aprovado." 
Marmotas podem ser criadas em cativeiro, mas sua natureza agressiva pode representar problemas. Doug Schwartz, zookeeper e treinador de marmota do Zoológico de Staten Island , foi citado como tendo dito "Eles são conhecidos por sua agressividade, então você está começando de uma posição difícil. Seu impulso natural é matá-los todos e deixar Deus classifique-os. Você tem que trabalhar para produzir o doce e fofinho. "  Marmotas cuidadas na reabilitação da vida selvagem que sobrevivem, mas não podem ser devolvidas à natureza, podem permanecer com seus cuidadores e se tornarem embaixadores educacionais. 
Nos Estados Unidos e no Canadá, a celebração anual do Dia da Marmota de 2 de fevereiro deu à marmota reconhecimento e popularidade. Os mais conhecidos desses marmotas são Punxsutawney Phil , Wiarton Willie , Jimmy the Groundhog, Dunkirk Dave e Staten Island Chuck mantido como parte das festividades do Dia da Marmota em Punxsutawney, Pensilvânia ; Wiarton, Ontário ; Sun Prairie, Wisconsin ; Dunquerque, Nova York ; e Staten Island, respectivamente. O filme de comédia de 1993, Groundhog Dayfaz referência a vários eventos relacionados ao Dia da Marmota e retrata o próprio Punxsutawney Phil e a cerimônia anual do Dia da Marmota. Famosas marmotas do sul incluem o General Beauregard Lee , baseado no Dauset Trails Nature Center nos arredores de Atlanta, Geórgia . 
Marmotas são usados em pesquisas médicas sobre a hepatite B induzida por câncer de fígado . Uma porcentagem da população da marmota está infectada com o vírus da hepatite da marmota (WHV), semelhante ao vírus da hepatite B humana. Humanos não recebem hepatite de marmotas com WHV, mas o vírus e seus efeitos no fígado fazem da marmota o melhor animal disponível para o estudo da hepatite viral em humanos. O único outro modelo animal para estudos do vírus da hepatite B é o chimpanzé, uma espécie em extinção.  marmotas também são usadas em pesquisas biomédicas que investigam a função metabólica, obesidade, balanço energético, sistema endócrino, reprodução, neurologia, doença cardiovascular, doença cerebrovascular e doença neoplásica. Pesquisar os padrões de hibernação das marmotas pode trazer benefícios para os humanos, incluindo a redução da frequência cardíaca em procedimentos cirúrgicos complicados. 
As tocas da marmota revelaram pelo menos dois sítios arqueológicos , o Sítio Ufferman no estado americano de Ohio  e Meadowcroft Rockshelter na Pensilvânia . Os arqueólogos nunca escavaram o sítio Ufferman, mas as atividades das marmotas locais revelaram vários artefatos . Eles preferem o solo solto dos esker no local, e suas escavações trouxeram muitos objetos à superfície: ossos humanos e animais, cerâmica e pedaços de pedra.  Restos de marmota foram encontrados nos montes indígenas em Aztalan , Condado de Jefferson, Wisconsin.
O poema "A Drumlin Woodchuck" de Robert Frost usa a imagem de uma marmota cavada em uma pequena crista como uma metáfora para sua reticência emocional . 